# Тагир, Равиль
Рави́ль Таги́р (тур. Ravil Tagir; родился 6 мая 2003, Тараз, Казахстан) — турецкий футболист, защитник клуба «Истанбул Башакшехир», выступающий на правах аренды за клуб «Вестерло».
На данный момент играет в Арабских Эмиратах за футбольный клуб Al Jazira

## Биография
Его отец Гюлали Тагир эмигрировал в Бурсу в 2002 году после свадьбы его сестры. Предки Тагира были турками-месхетинцами, высланными в Казахстан в 1944 году.

## Клубная карьера
В возрасте 12 лет начал выступать за молодёжную команду «Алтынорду» из Измира. 29 июня 2019 года подписал свой первый профессиональный контракт с клубом. 18 августа 2019 года дебютировал в Первой лиге Турции в матче против «Хатайспора». 14 февраля 2020 года забил свой первый гол за клуб в матче против «Османлыспора».
28 сентября 2020 года было объявлено о трансфере Тагира в «Истанбул Башакшехир» за 2,5 млн евро; при этом «Алтынорду» получит 30 % от суммы будущего трансфера игрока. Равиль подписал с клубом трёхлетний контракт. 28 ноября Тагир дебютировал в основном составе «Истанбул Башакшехир» в матче турецкой Суперлиги против «Денизлиспора».

## Карьера в сборной
Выступал за юношеские сборные Турции до 15, до 16, до 17 лет. 6 сентября 2019 года дебютировал в составе сборной Турция до 21 года в матче отборочного турнира к молодёжному чемпионату Европы против сборной Англии.